# Rio-Niterói-Brücke
Die Rio-Niterói-Brücke, offiziell die Ponte Presidente Costa e Silva zu Ehren des brasilianischen Präsidenten, in dessen Amtszeit der Bau erfolgte, die aber vor Ort üblicherweise Ponte Rio-Niterói genannt wird, ist eine Straßenbrücke über die Guanabara-Bucht im brasilianischen Bundesstaat Rio de Janeiro. Sie verbindet die Stadt Rio de Janeiro mit der östlichen Nachbarstadt Niterói.
Bei ihrer Eröffnung 1974 war die Brücke die zweitlängste Spannbetonbrücke der Welt und die stählernen Hohlkastenträger der Hauptbrücke gehörten zu den weltweit längsten. Die Brücke ist nach wie vor die längste Brücke Südamerikas.

## Vorgeschichte
Bereits 1878 wurde ein englischer Ingenieur mit der Planung eines Eisenbahntunnels zwischen den beiden Städten beauftragt, die aber wegen Finanzierungsschwierigkeiten eingestellt wurde. 1932 und 1943 gab es Entwürfe für eine Brücke. Zwischen 1952 und 1959 wurden Studien für einen Tunnel erstellt, der aus Sicht der Landesverteidigung für die beste Lösung gehalten wurde. Anfang der 1960er Jahre waren die über die Bucht verkehrenden Autofähren dem Verkehr nicht mehr gewachsen und die Strecke um die Bucht herum war über 100 km lang.
1965 wurde eine Arbeitsgruppe aus Vertretern der beteiligten Ministerien und Bundesstaaten gebildet, die 1967 Machbarkeitsstudien, ein Konzept der Brücke und eine Kostenschätzung vorlegte. Eine wesentlich kürzere, weiter südlich gelegene Verbindung schied dabei wegen der Nähe zum Flughafen Santos Dumont von vornherein aus. Bei der gewählten Verbindung verlangte das Militär in der Schifffahrtsrinne eine 300 m weite Öffnung mit einer lichten Höhe von 60 m, wobei die Bauhöhe der Brücke wegen des Flugverkehrs maximal 72 m betragen durfte. Damit schieden alle Brückentypen außer einer Balkenbrücke aus.
Am 21. August 1968 veranlasste Präsident Costa e Silva das zum Bau der Brücke erforderliche Gesetz. Bei ihrem Staatsbesuch in Brasilien nahm Königin Elisabeth II. am 9. November 1968 an der symbolischen Eröffnung der Baustelle im Stadtviertel Caju teil, was offensichtlich mit der Teil-Finanzierung der Brücke durch N M Rothschild & Sons, London, zusammenhing.

## Beschreibung
Die Brücke führt die brasilianische Bundesstraße BR-101 in west-östlicher Richtung über die Guanabara-Bucht. Sie hatte ursprünglich sechs Fahrspuren und schmale Pannenstreifen, die 2009 umgewandelt wurden in acht Fahrspuren (vier in jeder Richtung) ohne Pannenstreifen. An der höchsten Stelle verläuft sie in 72 m Höhe über dem Meeresspiegel.
Das insgesamt 13.290 m lange Bauwerk umfasst (von West (Rio) nach Ost (Niterói)): das an die Avenidas Brasil und Rio de Janeiro anschließende Verteilerbauwerk, die über die Hafenanlagen führende, über 2 km lange Hochstraße, die eigentliche, rund 7,3 km Hauptbrücke bis zur Ilha de Mocanguê, die rund 1,9 km lange Brücke, die über die Ilha do Cajú zu der auf einer Landzunge liegende Mautstelle führt, und das Verteilerbauwerk in Niterói.
Die Hauptbrücke hat eine 300 m weite Mittelöffnung und zwei 200 m weite Seitenöffnungen. Sie werden von zwei parallelen, stählernen Hohlkastenträgern überspannt, die auf beiden Seiten noch 74 m in die angrenzenden Felder ragen und somit insgesamt 848 m lang sind. Sie sind zusammen 26,6 m breit. Die rechteckigen Hohlkästen sind jeweils 6,86 m breit, ihre Bauhöhe beträgt an den Pfeilern 13 m und nimmt zur Feldmitte ab auf 7,5 m.
Die zur Hauptbrücke hin ansteigenden Rampenbrücken sind insgesamt 7884 m lang mit Stützweiten von 80 m. Ihr Überbau besteht aus Spannbeton-Hohlkästen mit den gleichen Maßen wie in der Hauptbrücke, jedoch mit einer gleichbleibenden Bauhöhe von 4,74 m.
Der Überbau der Hochstraße und der beiden Verteiler sind Plattenbalkenbrücken aus Fertigteil-Spannbetonbalken.
Die Pfeilerpaare aus Stahlbeton haben einen gleichbleibenden Hohlquerschnitt, also keinen Anzug. Die Pfeilerpaare stehen auf gemeinsamen Sockeln, die mit Caissons und Bohrpfählen bis zu einer Tiefe von 60 m unter dem Wasserspiegel gegründet sind.

## Planung und Bauausführung
Der Entwurf der Spannbetonbrücken und der Zufahrtsstraßen wurde von Noronha Engenharia aus Rio de Janeiro (Antônio A. Noronha, Benjamin Ernani Diaz, Bruno Contarini) erstellt. Die Stahlkonstruktion wurde von dem US-amerikanischen Ingenieurbüro Howard, Needles, Tammen & Bergendoff (HNTB) entworfen und von dem Consórcio da Superestrutura Metálica ausgeführt, das aus den britischen Unternehmen Cleveland Bridge & Engineering Co. und Redpath Dorman Long bestand. Der Bau der Betonbrücken wurden zunächst an das Consórcio Construtor Rio-Niterói vergeben, 1971 jedoch übertragen auf das Consórcio Construtor Guanabara Ltda., das aus den brasilianischen Unternehmen Camargo Corrêa, Mendes Júnior und Rabello bestand. Das Vorbaugerüst wurde von Campenon Bernard beigestellt, dessen Direktor Jean Muller außerdem beratend tätig war und die Erstellung eines Brückenmodells zu Testzwecken überwachte.

Bau der Brücke im Jahr 1971

Die Träger der Rampenbrücken wurden im Freivorbau nach dem von Campenon Bernard entwickelten Verfahren aus Betonfertigteilsegmenten erstellt. Die Segmente wurden an Land im Kontaktverfahren hergestellt. Anschließend wurden sie paarweise von dem auf den Pfeilern stehenden Vorbaugerüst aufgenommen und an beiden Seiten des Pfeilers an ihren Platz gehoben, wo sie mit Epoxidharz verklebt und mit Spanngliedern verankert wurden. War ein Brückenfeld auf diese Weise geschlossen und der Kragarm auf der anderen Seite des Pfeilers bis zur Mitte der nächsten Brückenöffnung vorgebaut worden, wurde das Vorbaugerüst zum nächsten Abschnitt verschoben.
Die stählernen Hohlkästen wurden in langen Abschnitten vorgefertigt und auf die 60 m hohen Pfeiler gehoben, was in der Fachwelt große Beachtung fand.
Am 4. März 1974 wurde die Brücke feierlich eröffnet.

## Baukosten
Die Baukosten wurden bei Projektbeginn auf 114 Millionen Cruzeiro Novo (ca. 38 Millionen US-Dollar bei damaligem Wechselkurs von 3:1) veranschlagt. Die finanziell verantwortliche Bank war N M Rothschild & Sons in London, von der ein Kredit in Höhe von 22 Millionen USD für das Projekt bewilligt wurde. Nach Bauabschluss im Jahr 1974 lagen die Kosten für die Brücke bei 238 Millionen Cruzeiro Novo (was ca. 48 Millionen USD entsprach).

## Verwaltung
Im Jahre 1995 wurde die Brücke privatisiert; die Brückengesellschaft CCR Ponte S.A. durfte zwanzig Jahre lang Maut erheben. Die Passage kostete 2008 1,75 Real (R$) für Motorräder, 3,50 R$ für Pkw und 21,00R$ für schwere Lkw mit Anhänger. Die Maut wurde und wird allerdings nur in Fahrtrichtung Niterói (am Ende der Brücke) erhoben. Bis zum Jahr 2015 erhöhte sich diese Maut sukzessiv, zuletzt auf 5,20 R$ für PKW.
Am 31. Mai 2015 lief der 20-jährige Vertrag zwischen CCR Ponte S.A. und der staatlichen Agência Nacional de Transportes Terrestres (ANTT) aus.
Am 1. Juni 2015 trat ein neuer Vertrag, nun zwischen der ecoPONTE S.A. Gesellschaft und der ANTT, in Kraft. Am 1. Juni 2015 wurde die Maut auf 3,70 R$ für PKW und 1,85 R$ für Motorräder gesenkt. Laut Aussage von ecoPONTE S.A wird die Brücke im Mittel von 151.000 Fahrzeugen pro Tag befahren (Stand 2015).

## Renovierung

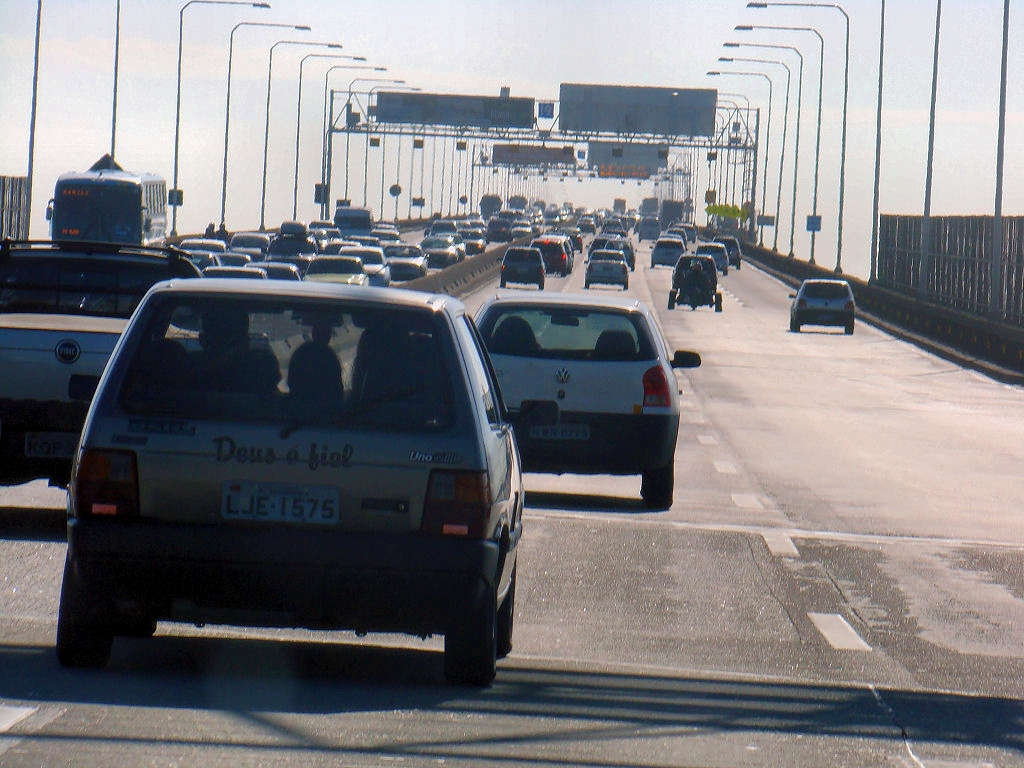
Verkehr auf der Brücke

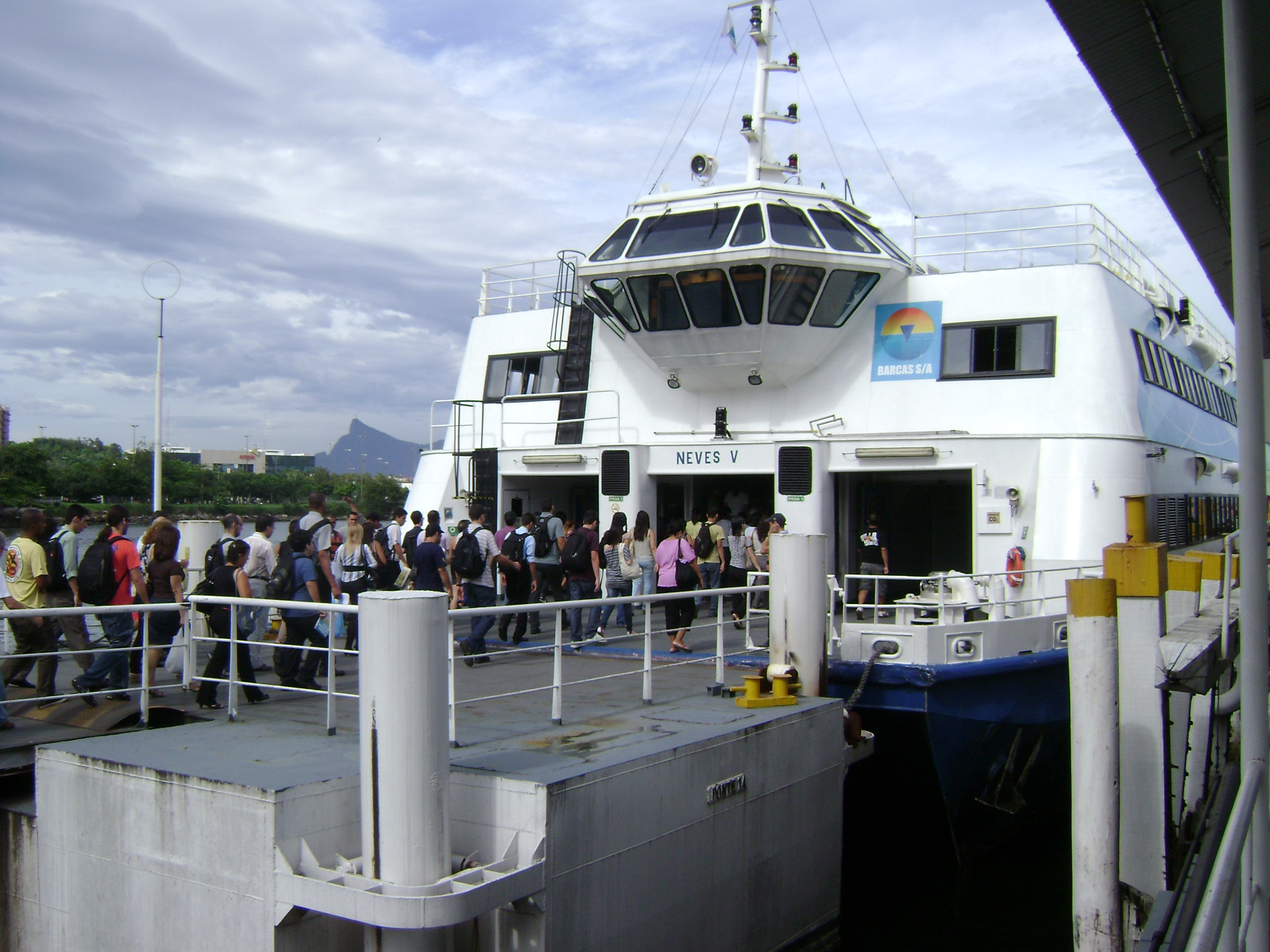
Fährverkehr in der Guanabara-Bucht

Schon in den 1990er Jahren waren die Pfeiler an den Hauptdurchlässen durch Schiffsabweiser in Form von Dolphins geschützt worden. Zwischen 2000 und 2009 wurden umfangreiche Renovierungsarbeiten durchgeführt, unter anderem zur Behebung von Korrosionsschäden. In den Stahlträgern der Hauptbrücke wurden Schwingungstilger eingebaut, um die in der Vergangenheit immer wieder bei Windgeschwindigkeiten um die 60 km/h aufgetretenen Schwingungen des Stahlträgers zu unterbinden, die gelegentlich zur Sperrung der Brücke geführt hatten.

## Auswirkungen auf die Umgebung
Dem Bau der Brücke folgte u. a. die dynamische Entwicklung des ca. 160 km östlich gelegenen Feriengebietes Costa do Sol mit dem ursprünglich unter anderem durch Brigitte Bardot popularisierten Búzios als bekanntestem Badeort von internationalem Rang.
Vor allem während des Berufsverkehrs, Ferienbeginn/-ende und an (verlängerten) Wochenenden ist die Brücke hoffnungslos überlastet. Rückstaus bis ins Zentrum von Rio de Janeiro oder ins Hinterland von Niterói sind keine Seltenheit.
Die Brücke ist die einzige direkte Verbindung für Kraftfahrzeuge zwischen Rio de Janeiro (Südzone/Zentrum) und Niterói bzw. dem Urlaubsgebiet Região dos Lagos (Cabo Frio, Búzios).
Eine Umfahrung der Brücke (zum Beispiel bei einer Sperrung) bedeutet einen Umweg von ca. 85 km über die Bundesstraßen BR-040 und BR-493 nördlich der Guanabara-Bucht via Magé.
Parallel dazu gibt es nur noch Personenfähren, die vor allem Berufspendler zwischen Niterói und Rio nutzen, um dem täglichen Stau auf der Brücke zu umgehen.

## Trivia
Am 4. März 2016 zum 42. Jahrestag der Fertigstellung der Brücke wurde ein Google Doodle veröffentlicht.

## Einzelnachweise

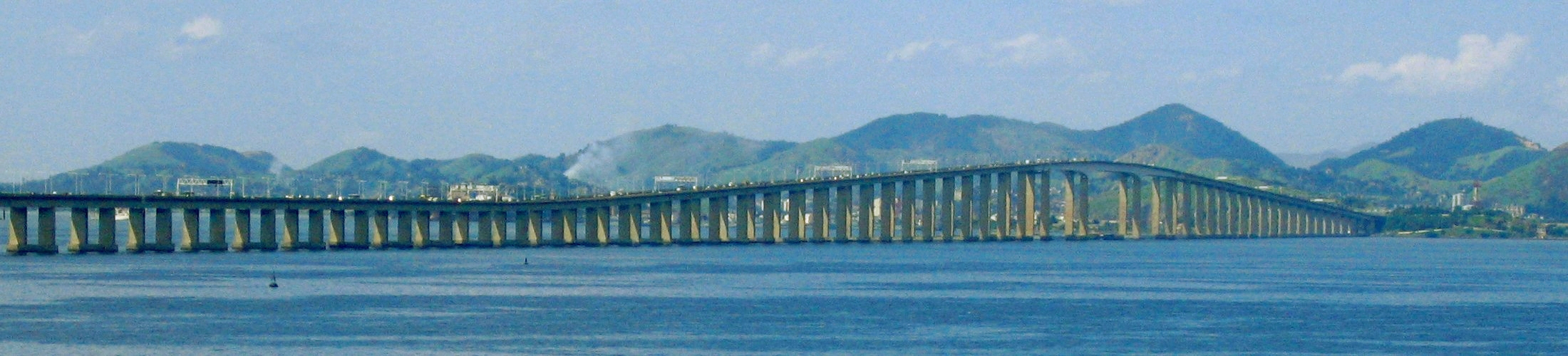
Rio-Niterói-Brücke